# Keelan Cole
Keelan Lawrence Cole Sr. (Louisville, 20 aprile 1993) è un giocatore di football americano statunitense che milita nel ruolo di wide receiver per i Las Vegas Raiders della National Football League (NFL). Cole ha giocato per i Jacksonville Jaguars, i New York Jets e i Las Vegas Raiders. Al college ha giocato per il Kentucky Wesleyan.

## Carriera universitaria
Cole ha iniziato a praticare il football alla Central High School di Louisville per poi iscriversi al Kentucky Wesleyan College dove ha giocato dal 2013 al 2016 per i KWC Panthers impegnati nella Great Midwest Athletic Conference (G-MAC) della Divisione II della NCAA.
| Stagione | Stagione          | Stagione     | Stagione   | Stagione | Stagione | Ricezioni | Ricezioni | Ricezioni | Ricezioni |
| Anno     | Squadra           | Campionato   | Conference | P        | PT       | Ric       | Yard      | Media     | TD        |
| -------- | ----------------- | ------------ | ---------- | -------- | -------- | --------- | --------- | --------- | --------- |
| 2013     | Kentucky Wesleyan | NCAA Div. II | G-MAC      | 11       | 11       | 53        | 544       | 10,3      | 6         |
| 2014     | Kentucky Wesleyan | NCAA Div. II | G-MAC      | 11       | 11       | 75        | 1.557     | 20,8      | 21        |
| 2015     | Kentucky Wesleyan | NCAA Div. II | G-MAC      | 10       | 10       | 73        | 1.345     | 18,4      | 17        |
| 2016     | Kentucky Wesleyan | NCAA Div. II | G-MAC      | 11       | 11       | 57        | 1.401     | 24,6      | 15        |
| Totale   | Totale            | Totale       | Totale     | 43       | 43       | 258       | 4.847     | 21,0      | 59        |

Fonte: Football DB
In grassetto i record personali in carriera.

## Carriera professionistica

### Jacksonville Jaguars
Cole non fu scelto nel corso del Draft NFL 2017 e il 1º maggio 2017 firmò da undrafted free agent con i Jacksonville Jaguars.

#### Stagione 2017
Cole giocò la sua prima partita con i Jaguars il 10 agosto 2017, la gara di precampionato contro i New England Patriots, segnando un touchdown su un passaggio da 97 yard.
Debuttò da professionista il 10 settembre 2017 nella gara di settimana 1, la vittoria 29-7 contro gli Houston Texans. Il 17 settembre 2017, nella partita di settimana 2 persa 37-16 contro i Tennessee Titans, fece registrare le sue prime due ricezioni in carriera, per un totale di 13 yard. Nella partita di settimana 14, la vittoria per 30–24 contro i Seattle Seahawks, Cole completò ricezioni per un totale di 99 yard con un touchdown da 75 yard. La settimana seguente, nella vittoria 45–7 contro gli Houston Texans, Cole ricevette per 186 yard e un touchdown. Concluse la sua stagione da rookie con 42 ricezioni per 748 yard e 3 touchdown su ricezione.

#### Stagione 2018
Nella gara di settimana 2, la vittoria 31-20 contro i New England Patriots, Cole fece 7 ricezioni per 116 yard e un touchdown. Concluse la stagione con 38 ricezioni per 491 yard e un touchdown su ricezione.

#### Stagione 2019
Nel 2019 Cole registrò complessivamente 24 ricezioni per 361 yard e tre touchdown su ricezione giocando in tutte e 16 le partite della stagione regolare, una come titolare.

#### Stagione 2020
Il 23 aprile 2020 Cole rifirmò per un altro anno con i Jaguars. Nella partita di settimana 6, la sconfitta per 34-16 contro i Detroit Lions fece 6 ricezioni per 143 yard. Nella gara di settimana 10, la sconfitta per 24-20 contro i Green Bay Packers, Cole fece 5 ricezioni per 47 yard, un touchdown su ricezione e un touchdown ritornando un punt per 91 yard. Complessivamente in stagione registrò 55 ricezioni per 642 yard e 5 touchdown.

### New York Jets

#### Stagione 2021
Il 19 marzo 2021 Cole firmò un contratto di un anno, per 5,5 milioni di dollari, con i New York Jets. In stagione Cole giocò in 15 gare, 11 da titolare, facendo registrare 28 ricezioni per 449 yard e un touchdown su ricezione.

### Las Vegas Raiders

#### Stagione 2022
Il 12 maggio 2022 Cole firmò da free agent con i Las Vegas Raiders. Il 30 agosto 2022 Cole non rientrò nel roster attivo dei Raiders e fu svincolato e poi, il 6 settembre 2022, firmò per la squadra di allenamento. Il 14 settembre 2022 Cole fu spostato nel roster attivo, prendendo il posto dell'infortunato D.J. Turner.
Il 25 settembre 2022 Cole esordì con i Raiders nella partita di settimana 3 contro i Tennessee Titans persa 22-24, dove fece 1 ricezione da 12 yard e ritornò un punt per 13 yard. Nella partita della settimana 12, la vittoria 40-34 contro i Seattle Seahawks, Cole fece due ricezioni per 12 yard, ritornò tre punt per 11 yard, ma rischiò di far perdere la gara ai Raiders perdendo la palla nel ricevere un punt nell'ultima azione dei tempi regolamentari, con il punteggio in parità, ma riuscì a recuperare la palla permettendo così ai Raiders di mantenere il possesso e giocarsi poi la gara nei tempi supplementari.
Nella partita della settimana 15, la vittoria 30-24 sui New England Patriots, Cole segnò il suo primo touchdown con i Raiders con una spettacolare (e contestata dagli avversari) ricezione da 30 yard sulla linea laterale della end zone. Touchdown per altro fondamentale perché portò al momentaneo pareggio 24-24 a 32 secondi dalla fine della gara.
Cole terminò la stagione giocando in 14 partite, di cui 3 da titolare, con 10 ricezioni per 141 yard e un touchdown.

#### Stagione 2023
Il 23 marzo 2023 Cole rifirmò per un altro anno con i Raiders. Al termine della fase di preparazione alla nuova stagione, Cole non riuscì a rientrare nel roster attivo dei Raiders e il 29 agosto 2023 fu svincolato, per poi essere aggregato alla squadra di allenamento sette giorni dopo.

## Statistiche

### Stagione regolare
| Stagione | Stagione | Stagione | Stagione | Ricezioni | Ricezioni | Ricezioni | Ricezioni | Ricezioni |
| Anno     | Squadra  | P        | PT       | Ric       | Yard      | Media     | Max       | TD        |
| -------- | -------- | -------- | -------- | --------- | --------- | --------- | --------- | --------- |
| 2017     | JAX      | 16       | 6        | 42        | 748       | 17,8      | 75        | 3         |
| 2018     | JAX      | 16       | 11       | 38        | 491       | 12,9      | 35        | 1         |
| 2019     | JAX      | 16       | 1        | 24        | 361       | 15,0      | 55        | 3         |
| 2020     | JAX      | 16       | 5        | 55        | 642       | 11,7      | 51        | 5         |
| 2021     | NYJ      | 15       | 11       | 28        | 449       | 16,0      | 54        | 1         |
| 2022     | LV       | 14       | 3        | 10        | 141       | 14,1      | 30        | 1         |
| Totale   | Totale   | 93       | 37       | 197       | 2.832     | 14,4      | 75        | 14        |

### Playoff
| Stagione | Stagione | Stagione | Stagione | Ricezioni | Ricezioni | Ricezioni | Ricezioni | Ricezioni |
| Anno     | Squadra  | P        | PT       | Ric       | Yard      | Media     | Max       | TD        |
| -------- | -------- | -------- | -------- | --------- | --------- | --------- | --------- | --------- |
| 2017     | JAX      | 3        | 0        | 3         | 82        | 27,3      | 45        | 0         |
| Totale   | Totale   | 3        | 0        | 3         | 82        | 27,3      | 45        | 0         |

Fonte: Football DB
In grassetto i record personali in carriera — Statistiche aggiornate alla stagione 2022